# Mazan (affluent du Vernason)
Pour les articles homonymes, voir Mazan.
Le Mazan est un cours d'eau situé en France, dans le département de l'Ardèche en région Auvergne-Rhône-Alpes.

## Géographie
Le Mazan prend sa source à la limite des communes d'Astet et Mazan-l'Abbaye dans l'Ardèche.
Long de 10,0 kilomètres, il se jette dans le Vernason au niveau de Saint-Cirgues-en-Montagne.